# Фудиня
Река Фудиня води началото си от северозападното подножие на връх Таш мандра (Каменна мандра), от няколко извора (Конските кладенци) и се влива в река Джерман, в средата на Горно поле. Водите на река Фудиня, както и на останалите реки в местността, се използват от град Дупница и от язовир Дяково посредством деривация Джерман на кота 800 метра.
От двете страни на река Фудиня се простира зеленият килим на ливадите. В долния край на тези ливади, източно от реката, там, където в нея се влива потокът Водни дол, на малко платовидно хълмче се намира праисторическото селище Кременик.